# فدى باسيل
فدى باسيل إعلامية لبنانية من مواليد عام 1978 م في لبنان.

## حياتها
حاصلة على شهادة الماجستير في العلوم السياسية وعملت مذيعة ومقدمة برامج ورئيسة تحرير في عدة قنوات تلفزيونية عربية. قبل انتقالها إلى قناة بي بي سي العربية في لندن، حيث عملت مقدمة نشرات أخبار وبرامج حوارية، عملت باسيل في مجموعة من القنوات مثل إل بي سي وإم تي في وآي آر تي. كما عملت كرئيسة تحرير في قناة آي أن بي. في قناة البي بي سي، قدمت باسيل أولى نشرات الأخبار عند انطلاقة القناة عام 2008 م وتعد ممن ساهموا في التحضير لانطلاقة القناة في آذار 2008 م. غادرت باسيل قناة البي بي سي مع مجموعة من الصحافيين في 2014 م في ما ذكر أنه اعتراض على «تشويش السياسات والفشل الإداري وغياب المساواة في الفرص».
كما عملت باسيل مع شبكة التلفزيون العربي حيث تقدم برامج حوارية مثل برنامج «العربي اليوم». وبرنامج «وفي رواية أخرى».

تعمل حاليا في قناة الجزيرة القطرية، تحمل الجنسية البريطانية ، ديانتها غير معروفة لكن هناك مصادر تقول أنها مسيحية ، تمتلك حساباً على الانستغرام وهذا هو رابط الحساب.
https://www.instagram.com/bassilfida?igsh=MTdtbHZtNTNudjEyNg==